# Udinese Calcio 2017-2018
Questa voce raccoglie le informazioni riguardanti l'Udinese Calcio nelle competizioni ufficiali della stagione 2017-2018.

## Stagione
La stagione 2017-2018 è per l'Udinese la 52ª stagione in massima serie nella sua storia. 
Dopo una salvezza tranquilla conquistata l'anno precedente i bianconeri confermano mister Delneri in panchina. L'inizio però, a differenza dell'anno passato (con 6 punti in 3 partite), è più difficile del previsto.
Infatti, dopo aver superato a fatica il terzo turno di Coppa Italia vincendo per 3-2 ai danni del Frosinone, l'Udinese perde le prime due partite, contro Chievo (1-2 in casa) e SPAL (3-2 al Mazza, con i ferraresi di ritorno in Serie A dopo 49 anni), arrivando alla sosta di settembre ancora ferma a quota 0. E per i bianconeri comincia anche a piovere sul bagnato, visto che all'ultimo giorno di calciomercato c'è un colpo di scena inaspettato e difficile da subire per i friulani: la cessione di Cyril Théréau, bomber traghettatore nelle annate precedenti e a segno in entrambe le prime due gare. Il francese si trasferisce alla Fiorentina di Stefano Pioli. I Pozzo provano subito a rimpiazzarlo con l'acquisto di Maxi López, in uscita dal Torino, ma il suo innesto non fornirà gli effetti sperati.
Dopo il rientro dalla pausa nazionali arriva finalmente la prima vittoria, per 1-0 in casa contro il Genoa grazie al gol di Jakub Jankto. Tuttavia il cammino dei friulani procede a rilento. Alla sosta di novembre le vittorie totali sono solo quattro, tre delle quali conquistate in casa contro Genoa (1-0), Sampdoria (4-0), Atalanta (2-1) e una soltanto in trasferta, contro il Sassuolo di Bucchi per 0-1 (anch'esso in crisi di risultati); dopodiché nessun pareggio per i bianconeri e ben sette sconfitte, contro Chievo (1-2 in casa), SPAL (3-2 al Mazza), Milan (2-1 a San Siro), Torino (2-3 in casa), Roma (3-1 all'Olimpico), Fiorentina (2-1 al Franchi) e Juventus (un pesante 2-6 subito al Friuli, con l'Udinese che si era addirittura portata in vantaggio prima di soccombere) in 11 partite giocate, visto il rinvio per maltempo di Lazio-Udinese del 5 novembre. Il ko casalingo per 0-1 contro il Cagliari del 19 novembre è fatale per il mister aquileiese, che viene esonerato. 
Al suo posto arriva in panchina il campione del mondo ex Lazio e Milan Massimo Oddo, già allenatore in Serie A l'anno precedente sulla panchina del Pescara ed esonerato dopo poco più di metà campionato con la squadra all'ultimo posto senza nemmeno una vittoria conquistata sul campo. Tuttavia, questa volta, l'allenatore abruzzese pare poter sorprendere. 
Esordisce in panchina nella sconfitta per 0-1 contro la capolista, il Napoli di Maurizio Sarri, in una partita comunque giocata bene dai friulani. Nel match successivo, in Coppa Italia, i bianconeri rifilano otto reti al Perugia, in un roboante e clamoroso 8-3, qualificandosi agli ottavi. Lì i bianconeri si arrendono al Napoli di Sarri, vittorioso ancora per 1-0, ma il successo in coppa è l'inizio di un periodo d'oro.
In campionato l'Udinese conquista cinque successi consecutivi, firmati soprattutto dall'acquisto dell'estate Kevin Lasagna (a segno in ognuna di esse), contro Crotone (0-3 allo Scida), Benevento (2-0 in casa), Inter (clamoroso 1-3 a San Siro, prima sconfitta stagionale per i nerazzurri di Luciano Spalletti), Hellas Verona (4-0 in casa) e Bologna (1-2 al Dall'Ara), dando vita ad un dicembre perfetto che la porta da 12 a 27 punti, al nono posto in classifica, riaccendendo nei tifosi sogni europei che sembravano morti ormai da tempo. Purtroppo però è solamente un fuoco di paglia. Il mese di gennaio non sarà alquanto prolifico, con pareggi per 1-1 al Bentegodi contro il Chievo al Friuli contro la SPAL, una vittoria ancora per 0-1 in casa del Genoa (decisa dall'unico gol in campionato di Behrami) e una sconfitta per 3-0 all'Olimpico nel recupero contro la Lazio di Simone Inzaghi. La prima partita di febbraio, pareggiata per 1-1 in casa contro il Milan di Rino Gattuso, illude i tifosi friulani. 
Dopo di essa i bianconeri firmano infatti il record negativo del campionato e della sua storia di undici sconfitte consecutive, in dieci delle quali subisce almeno due gol e ne realizza al massimo uno. L'Udinese perde contro Torino (2-0 all'Olimpico di Torino), Roma (0-2 in casa), Sampdoria (2-1 al Ferraris), Juventus (2-0 all'Allianz Stadium), Sassuolo (1-2 in casa), Atalanta (2-0 all'Atleti Azzurri d'Italia), Fiorentina (0-2 in casa nel recupero della 27ª giornata, partita rinviata per la morte del capitano dei viola Davide Astori), Lazio (1-2 in casa), Cagliari (2-1 alla Sardegna Arena), Napoli (4-2 al San Paolo) e Crotone (1-2 in casa). Durante queste gare l'Udinese manifesta scarsa solidità difensiva e poca capacità di gestire il vantaggio, rimontato dagli avversari nelle ultime quattro di queste partite. A causa di questo periodo nero la squadra di Oddo resta ferma a 33 punti, crollando dal settimo al diciassettesimo posto in classifica. Questo porta la società ad esonerare il secondo allenatore della stagione.
Alla guida dei bianconeri arriva per le ultime quattro partite di campionato il croato Igor Tudor, alla prima esperienza in Serie A da allenatore dopo aver vestito per anni la maglia della Juventus. A lui viene affidato il compito di salvare i bianconeri. Grazie al cambio in panchina, nelle ultime quattro gare l'Udinese conquista un pareggio per 3-3 al Vigorito contro il già retrocesso Benevento, una pesante sconfitta per 0-4 in casa contro l'Inter, ma anche due vittorie per 1-0 al Bentegodi contro l'Hellas già retrocesso e al Friuli contro il Bologna già salvo che le garantiscono il raggiungimento dei 40 punti e la permanenza in Serie A. Nonostante ciò l'allenatore croato non verrà riconfermato dalla società per la stagione successiva.

## Divise e sponsor
Per la quinta stagione di fila, il fornitore tecnico è HS Football. Gli sponsor ufficiali di maglia sono Dacia (main sponsor), Vortice (co-sponsor) e Bluenergy (nel retro di maglia sotto la numerazione).
| Casa | Trasferta | Terza divisa |

## Rosa
Rosa e numerazione sono aggiornati al 31 agosto 2017.
| N. |                                 | Ruolo | Calciatore          |
| -- | ------------------------------- | ----- | ------------------- |
| 1  | Argentina (bandiera)            | P     | Albano Bizzarri     |
| 2  | Mali (bandiera)                 | D     | Molla Wague         |
| 3  | Brasile (bandiera)              | D     | Samir               |
| 4  | Italia (bandiera)               | D     | Gabriele Angella    |
| 5  | Brasile (bandiera)              | D     | Danilo (capitano)   |
| 6  | Francia (bandiera)              | C     | Seko Fofana         |
| 7  | Brasile (bandiera)              | A     | Ryder Matos         |
| 9  | Bosnia ed Erzegovina (bandiera) | A     | Rijad Bajić         |
| 10 | Argentina (bandiera)            | C     | Rodrigo de Paul     |
| 11 | Mali (bandiera)                 | A     | Aly Mallé           |
| 11 | Italia (bandiera)               | D     | Francesco Zampano   |
| 12 | Croazia (bandiera)              | D     | Igor Bubnjić        |
| 13 | Svezia (bandiera)               | C     | Svante Ingelsson    |
| 14 | Rep. Ceca (bandiera)            | C     | Jakub Jankto        |
| 15 | Italia (bandiera)               | A     | Kevin Lasagna       |
| 17 | Paesi Bassi (bandiera)          | D     | Bram Nuytinck       |
| 18 | Croazia (bandiera)              | A     | Stipe Perica        |
| 19 | Danimarca (bandiera)            | C     | Jens Stryger Larsen |
| 20 | Argentina (bandiera)            | A     | Maxi López          |
| 21 | Italia (bandiera)               | C     | Simone Pontisso     |
| 22 | Italia (bandiera)               | P     | Simone Scuffet      |

| N. |                                 | Ruolo | Calciatore               |
| -- | ------------------------------- | ----- | ------------------------ |
| 23 | Islanda (bandiera)              | C     | Emil Hallfreðsson        |
| 25 | Italia (bandiera)               | P     | Davide Borsellini        |
| 27 | Svizzera (bandiera)             | D     | Silvan Widmer            |
| 53 | Iraq (bandiera)                 | D     | Ali Adnan                |
| 55 | Polonia (bandiera)              | D     | Paweł Bochniewicz        |
| 60 | Spagna (bandiera)               | C     | Nicolás Ruscio Garmendia |
| 61 | Bosnia ed Erzegovina (bandiera) | C     | Mak Varešanović          |
| 62 | Italia (bandiera)               | P     | Manuel Gasparini         |
| 63 | Italia (bandiera)               | D     | Aldo Caiazza             |
| 64 | Italia (bandiera)               | D     | Andrea Donadello         |
| 65 | Slovacchia (bandiera)           | C     | Filip Vaško              |
| 66 | Marocco (bandiera)              | C     | Nabil Jaadi              |
| 67 | Italia (bandiera)               | P     | Semuel Pizzignacco       |
| 68 | Costa d'Avorio (bandiera)       | A     | Franck Djoulou           |
| 72 | Rep. Ceca (bandiera)            | C     | Antonín Barák            |
| 77 | Francia (bandiera)              | A     | Cyril Théréau            |
| 85 | Grecia (bandiera)               | P     | Orestīs Karnezīs         |
| 85 | Svizzera (bandiera)             | C     | Valon Behrami            |
| 96 | Brasile (bandiera)              | A     | Ewandro                  |
| 97 | Italia (bandiera)               | D     | Giuseppe Pezzella        |
| 99 | Croazia (bandiera)              | C     | Andrija Balić            |

## Calciomercato

### Sessione estiva(dal 3/7 al 31/8)
| Acquisti         | Acquisti          | Acquisti     | Acquisti                    |
| R.               | Nome              | da           | Modalità                    |
| ---------------- | ----------------- | ------------ | --------------------------- |
| P                | Albano Bizzarri   | Pescara      | definitivo                  |
| D                | Bram Nuytinck     | Anderlecht   | definitivo (3,5 milioni €)  |
| D                | Giuseppe Pezzella | Palermo      | definitivo (2 milioni €)    |
| C                | Antonín Barák     | Slavia Praga | definitivo (2 milioni €)    |
| C                | Valon Behrami     | Watford      | definitivo                  |
| C                | Svante Ingelsson  | Kalmar       | definitivo                  |
| A                | Kevin Lasagna     | Carpi        | fine prestito               |
| A                | Maxi López        | Torino       | definitivo                  |
| A                | Aly Mallé         | Granada      | definitivo                  |
| A                | Rijad Bajić       | Konyaspor    | definitivo (5,25 milioni €) |
| Altre operazioni |                   |              |                             |
| R.               | Nome              | da           | Modalità                    |
| D                | Igor Bubnjić      | Brescia      | fine prestito               |
| D                | Gabriel Silva     | Granada      | fine prestito               |
| C                | Panagiōtīs Kone   | Granada      | fine prestito               |

| Cessioni         | Cessioni               | Cessioni      | Cessioni                         |
| R.               | Nome                   | a             | Modalità                         |
| ---------------- | ---------------------- | ------------- | -------------------------------- |
| P                | Orestīs Karnezīs       | Watford       | prestito                         |
| D                | Davide Faraoni         |               | fine contratto                   |
| D                | Felipe                 | SPAL          | definitivo                       |
| D                | Thomas Heurtaux        | Verona        | prestito con diritto di riscatto |
| D                | Gabriel Silva          | Saint-Étienne | definitivo                       |
| D                | Molla Wague            | Watford       | prestito                         |
| C                | Emmanuel Agyemang-Badu | Bursaspor     | prestito                         |
| C                | Lucas Evangelista      | Estoril Praia | prestito                         |
| C                | Panagiōtīs Kone        | AEK Atene     | prestito                         |
| C                | Sven Kums              | Anderlecht    | definitivo (6,5 milioni €)       |
| C                | Francesco Lodi         | Catania       | definitivo                       |
| A                | Cyril Théréau          | Fiorentina    | definitivo                       |
| A                | Duván Zapata           | Napoli        | fine prestito                    |
| Altre operazioni |                        |               |                                  |
| R.               | Nome                   | a             | Modalità                         |
| P                | Samuele Perisan        | Triestina     | prestito                         |

### Sessione invernale
| Acquisti | Acquisti          | Acquisti  | Acquisti      |
| R.       | Nome              | da        | Modalità      |
| -------- | ----------------- | --------- | ------------- |
| P        | Samuele Perisan   | Triestina | fine prestito |
| D        | Francesco Zampano | Pescara   | prestito      |

| Cessioni | Cessioni          | Cessioni            | Cessioni   |
| R.       | Nome              | a                   | Modalità   |
| -------- | ----------------- | ------------------- | ---------- |
| P        | Samuele Perisan   | Arezzo              | prestito   |
| D        | Paweł Bochniewicz | Górnik Zabrze       | prestito   |
| C        | Ewandro           | Estoril Praia       | prestito   |
| C        | Jadson            | Fluminense          | definitivo |
| C        | Melker Hallberg   | Kalmar              | prestito   |
| A        | Riad Bajić        | İstanbul Başakşehir | prestito   |
| A        | Aly Mallé         | Lorca               | prestito   |
| A        | Ryder Matos       | Verona              | prestito   |

### Trasferimenti dopo la sessione invernale
| Acquisti | Acquisti | Acquisti | Acquisti |
| R.       | Nome     | da       | Modalità |
| -------- | -------- | -------- | -------- |

| Cessioni | Cessioni     | Cessioni       | Cessioni |
| R.       | Nome         | a              | Modalità |
| -------- | ------------ | -------------- | -------- |
| D        | Igor Bubnjić | Inter Zaprešić | prestito |

## Risultati

### Serie A

#### Girone di andata
| Arbitro: | Gavillucci (Latina) |

|             |           |                       |
| Théréau 37’ | Marcatori | 15’ Inglese 54’ Birsa |

| Arbitro: | Valeri (Roma) |

|                                          |           |                                 |
| Borriello 25’ Lazzari 53’ L. Rizzo 90+4’ | Marcatori | 72’ Nuytinck 87’ (rig.) Théréau |

| Arbitro: | Maresca (Napoli) |

|            |           |  |
| Jankto 15’ | Marcatori |  |

| Arbitro: | Guida (Torre Annunziata) |

|                  |           |             |
| Kalinić 22’, 31’ | Marcatori | 28’ Lasagna |

| Arbitro: | Rocchi (Firenze) |

|                                |           |                                               |
| de Paul 48’ (rig.) Lasagna 75’ | Marcatori | 9’ Belotti 30’ (aut.) Hallfreðsson 67’ Ljajić |

| Arbitro: | Massa (Imperia) |

|                                |           |            |
| Džeko 12’ El Shaarawy 30’, 45’ | Marcatori | 90’ Larsen |

| Arbitro: | Fabbri (Ravenna) |

|                                                            |           |  |
| de Paul 27’ (rig.) López 66’ (rig.), 85’ Fofana 95’ (rig.) | Marcatori |  |

| Arbitro: | Irrati (Pistoia) |

|                  |           |           |
| Théréau 28’, 57’ | Marcatori | 72’ Samir |

| Arbitro: | Doveri (Roma) |

|                      |           |                                                              |
| Perica 8’ Danilo 48’ | Marcatori | 14’ (aut.) Samir 21’, 59’, 87’ Khedira 52’ Rugani 90’ Pjanić |

| Arbitro: | Tagliavento (Terni) |

|  |           |           |
|  | Marcatori | 32’ Barák |

| Arbitro: | Rocchi (Firenze) |

|                                |           |            |
| de Paul 45+1’ (rig.) Barák 68’ | Marcatori | 29’ Kurtić |

| Arbitro: | Banti (Livorno) |

|                                               |           |  |
| Samir 22’ (aut.) Nani 47’ Felipe Anderson 87’ | Marcatori |  |

| Arbitro: | Manganiello (Pinerolo) |

|  |           |                |
|  | Marcatori | 54’ João Pedro |

| Arbitro: | Di Bello (Brindisi) |

|  |           |              |
|  | Marcatori | 33’ Jorginho |

| Arbitro: | Massa (Imperia) |

|  |           |                             |
|  | Marcatori | 40’, 53’ Jankto 66’ Lasagna |

| Arbitro: | Aureliano (Bologna) |

|                      |           |  |
| Barák 5’ Lasagna 41’ | Marcatori |  |

| Arbitro: | Mariani (Aprilia) |

|            |           |                                          |
| Icardi 15’ | Marcatori | 14’ Lasagna 61’ (rig.) de Paul 77’ Barak |

| Arbitro: | Maresca (Napoli) |

|                                       |           |  |
| Barak 27’, 68’ Widmer 44’ Lasagna 80’ | Marcatori |  |

| Arbitro: | Gavillucci (Latina) |

|                   |           |                        |
| Danilo 27’ (aut.) | Marcatori | 37’ Widmer 48’ Lasagna |

#### Girone di ritorno
| Arbitro: | Chiffi (Padova) |

|                |           |                    |
| Radovanović 9’ | Marcatori | 41’ (aut.) Tomović |

| Arbitro: | Doveri (Roma) |

|           |           |              |
| Samir 11’ | Marcatori | 49’ Floccari |

| Arbitro: | Pairetto (Nichelino) |

|  |           |             |
|  | Marcatori | 62’ Behrami |

| Arbitro: | Manganiello (Pinerolo) |

|                       |           |         |
| Donnarumma 76’ (aut.) | Marcatori | 9’ Suso |

| Arbitro: | Abisso (Palermo) |

|                          |           |  |
| N'Koulou 32’ Belotti 66’ | Marcatori |  |

| Arbitro: | Di Bello (Brindisi) |

|  |           |                         |
|  | Marcatori | 70’ Ünder 90+1’ Perotti |

| Arbitro: | Damato (Barletta) |

|                             |           |                        |
| Silvestre 35’ D. Zapata 83’ | Marcatori | 90+5’ (aut.) Silvestre |

| Arbitro: | Banti (Livorno) |

|  |           |                                 |
|  | Marcatori | 29’ (rig.) Veretout 71’ Simeone |

| Arbitro: | Giacomelli (Trieste) |

|                 |           |  |
| Dybala 20’, 49’ | Marcatori |  |

| Arbitro: | Abisso (Palermo) |

|            |           |                                |
| Fofana 44’ | Marcatori | 42’ (aut.) Ali Adnan 74’ Sensi |

| Arbitro: | Pairetto (Nichelino) |

|                          |           |  |
| Petagna 68’ Masiello 74’ | Marcatori |  |

| Arbitro: | Rocchi (Firenze) |

|             |           |                               |
| Lasagna 13’ | Marcatori | 26’ Immobile 37’ Luis Alberto |

| Arbitro: | Giacomelli (Trieste) |

|                              |           |             |
| Pavoletti 21’ Ceppitelli 84’ | Marcatori | 10’ Lasagna |

| Arbitro: | Calvarese (Teramo) |

|                                                |           |                          |
| Insigne 45+2’ Albiol 64’ Milik 70’ Tonelli 75’ | Marcatori | 41’ Jantko 55’ Ingelsson |

| Arbitro: | Di Bello (Brindisi) |

|            |           |                     |
| Lasagna 5’ | Marcatori | 7’ Simy 86’ Faraoni |

| Arbitro: | Maresca (Napoli) |

|                                 |           |                             |
| N. Viola 23’ Coda 76’ Sagna 90’ | Marcatori | 13’ Widmer 78’, 79’ Lasagna |

| Arbitro: | Mazzoleni (Bergamo) |

|  |           |                                                         |
|  | Marcatori | 12’ Ranocchia 43’ Rafinha 45+1’ Icardi 71’ Borja Valero |

| Arbitro: | Calvarese (Teramo) |

|  |           |           |
|  | Marcatori | 20’ Barák |

| Arbitro: | Gavillucci (Latina) |

|            |           |  |
| Fofana 30’ | Marcatori |  |

### Coppa Italia

#### Turni preliminari
| Arbitro: | Giacomelli (Trieste) |

|                                    |           |                       |
| Théréau 29’ Lasagna 63’ Jankto 72’ | Marcatori | 38’ Gori 78’ Crivello |

| Arbitro: | Nasca (Bari) |

|                                                                                        |           |                                            |
| Danilo 17’ López 34’ (rig.), 49’, 63’ (rig.), 71’ Lasagna 40’ Ingelsson 82’ Jankto 86’ | Marcatori | 45’ (rig.) Cerri 55’ Bianco 61’ Mustacchio |

#### Fase finale
| Arbitro: | Pasqua (Tivoli) |

|             |           |  |
| Insigne 71’ | Marcatori |  |

## Statistiche

### Statistiche di squadra
| Competizione | Punti | In casa | In casa | In casa | In casa | In casa | In casa | In trasferta | In trasferta | In trasferta | In trasferta | In trasferta | In trasferta | Totale | Totale | Totale | Totale | Totale | Totale | D.R. |
| Competizione | Punti | G       | V       | N       | P       | Gf      | Gs      | G            | V            | N            | P            | Gf           | Gs           | G      | V      | N      | P      | Gf     | Gs     | D.R. |
| ------------ | ----- | ------- | ------- | ------- | ------- | ------- | ------- | ------------ | ------------ | ------------ | ------------ | ------------ | ------------ | ------ | ------ | ------ | ------ | ------ | ------ | ---- |
| Serie A      | 40    | 19      | 6       | 2       | 11      | 24      | 30      | 19           | 6            | 2            | 11           | 24           | 33           | 38     | 12     | 4      | 22     | 48     | 63     | -15  |
| Coppa Italia | -     | 2       | 2       | 0       | 0       | 11      | 5       | 1            | 0            | 0            | 1            | 0            | 1            | 3      | 2      | 0      | 1      | 11     | 6      | +5   |
| Totale       | 40    | 21      | 8       | 2       | 11      | 35      | 35      | 20           | 6            | 2            | 12           | 24           | 34           | 41     | 14     | 4      | 23     | 59     | 69     | -10  |

### Andamento in campionato
| Giornata  | 1  | 2  | 3  | 4  | 5  | 6  | 7  | 8  | 9  | 10 | 11 | 12 | 13 | 14 | 15 | 16 | 17 | 18 | 19 | 20 | 21 | 22 | 23 | 24 | 25 | 26 | 27 | 28 | 29 | 30 | 31 | 32 | 33 | 34 | 35 | 36 | 37 | 38 |
| --------- | -- | -- | -- | -- | -- | -- | -- | -- | -- | -- | -- | -- | -- | -- | -- | -- | -- | -- | -- | -- | -- | -- | -- | -- | -- | -- | -- | -- | -- | -- | -- | -- | -- | -- | -- | -- | -- | -- |
| Luogo     | C  | T  | C  | T  | C  | T  | C  | T  | C  | T  | C  | T  | C  | C  | T  | C  | T  | C  | T  | T  | C  | T  | C  | T  | C  | T  | C  | T  | C  | T  | C  | T  | T  | C  | T  | C  | T  | C  |
| Risultato | P  | P  | V  | P  | P  | P  | V  | P  | P  | V  | V  | P  | P  | P  | V  | V  | V  | V  | V  | N  | N  | V  | N  | P  | P  | P  | P  | P  | P  | P  | P  | P  | P  | P  | N  | P  | V  | V  |
| Posizione | 15 | 16 | 12 | 15 | 16 | 17 | 13 | 13 | 14 | 13 | 13 | 14 | 14 | 14 | 14 | 13 | 11 | 9  | 7  | 7  | 9  | 9  | 9  | 10 | 10 | 12 | 12 | 12 | 12 | 12 | 13 | 15 | 15 | 15 | 15 | 16 | 16 | 14 |

Legenda:

Luogo: C = Casa; T = Trasferta. Risultato: V = Vittoria; N = Pareggio; P = Sconfitta.

### Statistiche dei giocatori
Statistiche aggiornate al 13 maggio 2018 
| Giocatore       | Serie A  | Serie A | Serie A     | Serie A    | Coppa Italia | Coppa Italia | Coppa Italia | Coppa Italia | Totale   | Totale | Totale      | Totale     |
| Giocatore       | Presenze | Reti    | Ammonizioni | Espulsioni | Presenze     | Reti         | Ammonizioni  | Espulsioni   | Presenze | Reti   | Ammonizioni | Espulsioni |
| --------------- | -------- | ------- | ----------- | ---------- | ------------ | ------------ | ------------ | ------------ | -------- | ------ | ----------- | ---------- |
| Ali Adnan       | 23       | 0       | 4           | 0          | 1            | 0            | 0            | 0            | 24       | 0      | 4           | 0          |
| G. Angella      | 12       | 0       | 3           | 0          | 0            | 0            | 0            | 0            | 12       | 0      | 3           | 0          |
| R. Bajić        | 5        | 0       | 0           | 0          | 2            | 0            | 0            | 0            | 7        | 0      | 0           | 0          |
| A. Balić        | 21       | 0       | 2           | 0          | 2            | 0            | 0            | 0            | 23       | 0      | 2           | 0          |
| A. Barák        | 33       | 7       | 5           | 0          | 0            | 0            | 0            | 0            | 33       | 7      | 5           | 0          |
| V. Behrami      | 20       | 1       | 5           | 0          | 0            | 0            | 0            | 0            | 20       | 1      | 5           | 0          |
| A. Bizzarri     | 31       | -52     | 0           | 1          | 0            | 0            | 0            | 0            | 31       | -52    | 0           | 1          |
| P. Bochniewicz  | 0        | 0       | 0           | 0          | 2            | 0            | 0            | 0            | 2        | 0      | 0           | 0          |
| D. Borsellini   | 0        | 0       | 0           | 0          | 0            | 0            | 0            | 0            | 0        | 0      | 0           | 0          |
| I. Bubnjić      | 0        | 0       | 0           | 0          | 0            | 0            | 0            | 0            | 0        | 0      | 0           | 0          |
| Danilo          | 31       | 1       | 8           | 0          | 3            | 1            | 0            | 0            | 34       | 2      | 8           | 0          |
| R. de Paul      | 36       | 4       | 4           | 0          | 2            | 0            | 0            | 0            | 38       | 4      | 4           | 0          |
| Ewandro         | 0        | 0       | 0           | 0          | 1            | 0            | 0            | 0            | 1        | 0      | 0           | 0          |
| S. Fofana       | 26       | 2       | 4           | 1          | 2            | 0            | 0            | 0            | 28       | 2      | 4           | 1          |
| N. Garmendia    | 0        | 0       | 0           | 0          | 0            | 0            | 0            | 0            | 0        | 0      | 0           | 0          |
| E. Hallfreðsson | 18       | 0       | 5           | 0          | 2            | 0            | 0            | 0            | 20       | 0      | 5           | 0          |
| S. Ingelsson    | 7        | 1       | 0           | 0          | 1            | 1            | 0            | 0            | 8        | 2      | 0           | 0          |
| J. Jankto       | 35       | 4       | 5           | 0          | 3            | 2            | 0            | 0            | 38       | 6      | 5           | 0          |
| O. Karnezīs     | 0        | 0       | 0           | 0          | 0            | 0            | 0            | 0            | 0        | 0      | 0           | 0          |
| K. Lasagna      | 28       | 12      | 1           | 0          | 3            | 2            | 0            | 0            | 31       | 14     | 1           | 0          |
| A. Mallé        | 0        | 0       | 0           | 0          | 0            | 0            | 0            | 0            | 0        | 0      | 0           | 0          |
| R. Matos        | 4        | 0       | 0           | 0          | 1            | 0            | 0            | 0            | 5        | 0      | 0           | 0          |
| Maxi López      | 28       | 2       | 1           | 0          | 1            | 4            | 0            | 0            | 29       | 6      | 1           | 0          |
| B. Nuytinck     | 26       | 1       | 2           | 0          | 3            | 0            | 1            | 0            | 29       | 1      | 3           | 0          |
| S. Perica       | 21       | 1       | 6           | 0          | 0            | 0            | 0            | 0            | 21       | 1      | 6           | 0          |
| G. Pezzella     | 14       | 0       | 2           | 1          | 3            | 0            | 0            | 0            | 17       | 0      | 2           | 1          |
| S. Pontisso     | 1        | 0       | 0           | 0          | 0            | 0            | 0            | 0            | 1        | 0      | 0           | 0          |
| Samir           | 29       | 2       | 7           | 1          | 0            | 0            | 0            | 0            | 29       | 2      | 7           | 1          |
| S. Scuffet      | 6        | -11     | 0           | 0          | 3            | -6           | 0            | 0            | 9        | -17    | 0           | 0          |
| J. Stryger      | 29       | 1       | 5           | 0          | 2            | 0            | 0            | 0            | 31       | 1      | 5           | 0          |
| C. Théréau      | 2        | 2       | 0           | 0          | 1            | 1            | 0            | 0            | 3        | 3      | 0           | 0          |
| M. Varesanovic  | 0        | 0       | 0           | 0          | 0            | 0            | 0            | 0            | 0        | 0      | 0           | 0          |
| M. Wague        | 1        | 0       | 0           | 0          | 1            | 0            | 0            | 0            | 2        | 0      | 0           | 0          |
| S. Widmer       | 23       | 3       | 2           | 0          | 2            | 0            | 0            | 0            | 25       | 3      | 2           | 0          |
| F. Zampano      | 6        | 0       | 0           | 0          | 0            | 0            | 0            | 0            | 6        | 0      | 0           | 0          |